# USS Moffett (DD-362)
USS Moffett (DD-362) – amerykański niszczyciel z okresu II wojny światowej, jedna z ośmiu jednostek typu Porter. Budowany od początku 1934 roku w Fore River Shipyard w Quincy, wszedł do służby w US Navy 28 sierpnia 1936 roku.
Po rozpoczęciu działań wojennych w Europie uczestniczył w patrolach neutralności na południowym Atlantyku, a następnie na Morzu Karaibskim. Był w składzie eskorty prezydenckiej w rejsie na Nową Fundlandię. Po przystąpieniu Stanów Zjednoczonych do wojny prowadził operacje konwojowe na Atlantyku, 17 maja 1943 roku zatapiając we współdziałaniu z lotnictwem i niszczycielem „Jouett” niemiecki okręt podwodny U-128. Na początku sierpnia tegoż roku uczestniczył w poszukiwaniach innego U-Boota, U-604. Od 1944 roku eskortował konwoje atlantyckie z wojskami i sprzętem przygotowywanym do inwazji w Europie. Odstawiony do rezerwy w listopadzie 1945 roku, został wycofany ze służby 8 stycznia 1947 roku a wkrótce potem sprzedany firmie rozbiórkowej i zezłomowany.

## Projektowanie i budowa
Pod koniec lat 20. XX wieku w Stanach Zjednoczonych prowadzono prace koncepcyjne nad skonstruowaniem dużych niszczycieli, zdolnych do pełnienia roli przewodników flotylli. Podpisany w kwietniu 1930 roku traktat londyński ograniczył maksymalną wyporność niszczycieli na 1850 ton angielskich (ts) i taką graniczną wielkość przyjęto dla projektowanych jednostek. W maju 1932 roku stocznia New York Shipbuilding z Camden w stanie New Jersey przedstawiła szczegółowy projekt nowego typu niszczycieli, nazwanego typem Porter od nazwy pierwszej budowanej jednostki i otrzymała kontrakt na cztery okręty. Kolejne cztery miała wybudować stocznia Fore River w Quincy w stanie Massachusetts, należąca do koncernu Bethlehem Steel. Stępki pod trzy z czterech zamówionych w Quincy niszczycieli, w tym DD-362, przyszłego „Moffeta”, położono tego samego dnia, 2 stycznia 1934 roku.
Ceremonia wodowania okrętu odbyła się 18 kwietnia 1936 roku, nazwę, nadaną dla uczczenia kontradmirała Williama A. Moffetta (1869–1933) użyto po raz pierwszy w historii US Navy. Matką chrzestną była córka patrona, panna Beverly Moffett. Niszczyciel został przejęty przez US Navy 28 sierpnia 1936 roku w Bostonie, z komandorem Andrew H. Addomsem jako pierwszym dowódcą.

## Opis konstrukcji
Jak wszystkie niszczyciele typu Porter, „Moffett” miał stalowy, nitowany kadłub o klasycznym kształcie, z wzniesioną dziobówką i uskokiem na wysokości przedniego komina. Charakterystyczną cechą pierwotnego wyglądu okrętu były rozbudowane, wysokie nadbudówki i dwa trójnożne maszty. Przy długości całkowitej 116,2 m (113,4 m na konstrukcyjnej linii wodnej) i szerokości maksymalnej 11,3 m, projektowana wyporność standardowa wynosiła 1834 ts, a pełna 2597 ts, a zanurzenie przy wyporności pełnej 3,96 m (po wojennych modernizacjach, gdy wyporność pełna wzrosła do ponad 2850 ts, zanurzenie maksymalne przekraczało 4,2 m). Projektowana załoga miała liczyć 194 oficerów, podoficerów i marynarzy, w późniejszym okresie, wraz ze wzmacnianiem małokalibrowego uzbrojenia przeciwlotniczego, wzrastała.
Napęd okrętu stanowiły dwie, umieszczone w oddzielnych maszynowniach, turbiny parowe systemu Parsonsa, zasilane w parę przez cztery kotły wodnorurkowe Babcock & Wilcox i napędzające dwie śruby. Łączna moc siłowni wynosiła 50 000 shp i miała według projektu zapewnić uzyskanie prędkości maksymalnej 37 węzłów. Zapas 635 ton paliwa płynnego pozwalał na uzyskanie zasięgu maksymalnego 6500 mil morskich przy prędkości ekonomicznej 12 węzłów. Zasilanie w energię elektryczną zapewniały dwa turbogeneratory o łącznej mocy 400 kW oraz dwa awaryjne generatory wysokoprężne o mocy po 70 kW. Spaliny z kotłowni odprowadzane były przez dwa kominy.
Pierwotne uzbrojenie niszczyciela składało się z ośmiu armat Mk 12 kal. 127 mm w czterech podwójnych, nieopancerzonych wieżach artyleryjskich, rozmieszczonych w superpozycjach na dziobie i rufie. Podstawy Mk 22 nie były przystosowane do strzelania przeciwlotniczego. Do kierowania ich ogniem służyły dwa dalocelowniki optyczne Mk 35. Artylerię przeciwlotniczą stanowiły dwa czterolufowe zestawy armat automatycznych kal. 28 mm, po jednym za wieżą nr 2 i przed wieżą nr 3, oraz dwa pojedyncze wielkokalibrowe karabiny maszynowe typu Browning M2 kal. 12,7 mm, na platformie wokół tylnego komina. Ponadto niszczyciel posiadał osiem wyrzutni torped kal. 533 mm w dwóch poczwórnych zestawach umieszczonych w osi symetrii na śródokręciu, z ośmioma torpedami zapasowymi. Do wykrywania okrętów podwodnych służył sonar typu QC, zaś ich zwalczanie umożliwiały dwie zrzutnie bomb głębinowych na rufie.
W odróżnieniu od kilku siostrzanych okrętów, „Moffett” nie przeszedł w czasie wojny głębszej modernizacji uzbrojenia. Pod koniec 1942 roku otrzymał nowe małokalibrowe działa przeciwlotnicze: dwa podwójne stanowiska armat Bofors kal. 40 mm wraz z przyrządami naprowadzania Mk 51 w miejsce dotychczasowych armat kal. 28 mm oraz sześć pojedynczych dział automatycznych Oerlikon kal. 20 mm: dwa na bocznych pomostach nadbudówki dziobowej, cztery na platformie wokół tylnego komina, zamiast wielkokalibrowych karabinów maszynowych. W tym samym czasie zainstalowano na okręcie radary typów SC (obserwacji przestrzeni powietrznej) i SG (obserwacji nawodnej). Na początku 1944 roku dodano na rufowej nadbudówce niski maszt z anteną radionamiernika HF/DF. W lipcu 1944 roku „Moffett” ponownie trafił do stoczni, gdzie usunięto mu trzecią, licząc od dziobu, wieżę artyleryjską, instalując na jej miejsce poczwórny zestaw armat kal. 40 mm Boforsa i dodając jeszcze jeden zestaw podwójny. W takiej konfiguracji uzbrojenia, z sześcioma działami kal. 127 mm, dziesięcioma przeciwlotniczymi kal. 40 mm i sześcioma kal. 20 mm, okręt pozostał do końca aktywnej służby. Uzbrojenie torpedowe wciąż pozostawało niezmienne.

## Przebieg służby
Po podniesieniu bandery „Moffett” odbył rutynowy cykl prób morskich i artyleryjskich oraz szkoleń załogi, po czym wszedł do czynnej służby w US Navy. Początkowo, podobnie jak wszystkie siostrzane okręty, operował na Pacyfiku, jako okręt flagowy 9. Eskadry Niszczycieli (Destroyer Squadron – DesRon). Był także wykorzystywany do zadań specjalnych: od 29 kwietnia do 1 maja 1937 roku przebywał na jego pokładzie prezydent Franklin D. Roosevelt, gdy zapragnął zapolować na tarpony w pobliżu Port Aransas w Teksasie. Po rozpoczęciu działań wojennych w Europie brał udział w intensywnych ćwiczeniach floty oraz patrolowaniu granicy morskiej Stanów Zjednoczonych. W tym czasie amerykańska marynarka rozpoczęła przerzucanie części sił na Atlantyk. W 1941 roku znalazły się tam trzy spośród niszczycieli typu Porter, w tym „Moffett”, który został okrętem flagowym 8. Eskadry Niszczycieli w składzie Floty Atlantyckiej.
Od 24 kwietnia 1941 roku uczestniczył w patrolach neutralności – mających na celu ochronę amerykańskiej i alianckiej żeglugi przed zagrożeniem ze strony U-Bootów na półkuli zachodniej – na południowym Atlantyku, wzdłuż wybrzeża Brazylii, z bazą w Recife. Wchodził wówczas w skład Task Force 3 kontradmirała Jonasa H. Ingrama. Później został przebazowany w rejon Morza Karaibskiego i Puerto Rico, skąd uczestniczył w ochronie żeglugi przed okrętami Vichy, bazującymi na Gwadelupie i Martynice. W tym okresie wchodził w skład 17. Dywizjonu 9. Eskadry Niszczycieli. W pierwszych dniach sierpnia 1941 roku został, wraz z niszczycielami „McDougal”, „Winslow”, „Sampson” i „Madison” przydzielony do eskorty prezydenta Roosevelta, udającego się na pokładzie krążownika „Augusta” na spotkanie z premierem Winstonem Churchillem w Zatoce Placentia na Nowej Fundlandii, podczas którego uchwalono Kartę Atlantycką. W listopadzie 1941 roku wszedł w skład zespołu floty TG 14.4, z lotniskowcem „Ranger” oraz krążownikami ciężkimi „Vincennes” i „Quincy”, eskortującego brytyjski konwój WS-12X w drodze do Singapuru. W morzu zastała go informacja o ataku na Pearl Harbor.

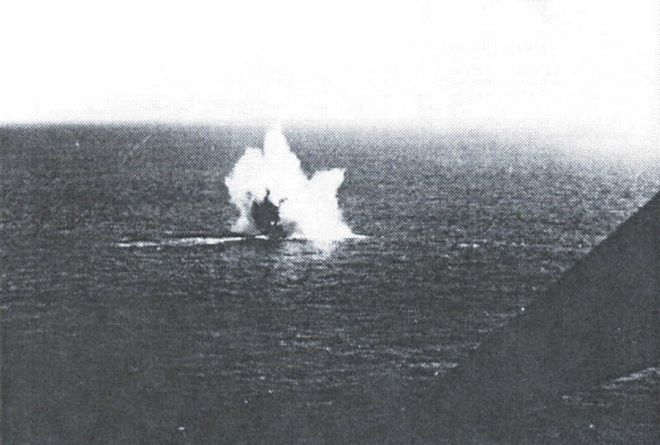
U-128 pod bombami amerykańskich samolotów, 17 maja 1943

Po 7 grudnia 1941 roku „Moffett” pozostał na Atlantyku, prowadząc patrole wzdłuż wschodniego wybrzeża Stanów Zjednoczonych i biorąc udział w eskorcie konwojów na południowym Atlantyku i Morzu Karaibskim, od czasu do czasu zawijając do portów amerykańskich, gdzie był poddawany dokowaniom i remontom. Pod koniec 1942 roku wymieniono mu małokalibrowe uzbrojenie przeciwlotnicze. W 1943 roku kontynuował służbę na Atlantyku, docierając także do portów Afryki Zachodniej. 17 maja tegoż roku na Morzu Karaibskim, płynąc w eskorcie konwoju TB-13 z Trynidadu, został wraz z niszczycielem „Jouett” wezwany przez załogi patrolujących samolotów Martin Mariner, które wykryły w pobliżu nieprzyjacielski okręt podwodny i zaatakowały go bombami głębinowymi oraz ostrzelały z broni pokładowej. Po przybyciu na miejsce obserwatorzy dostrzegli na powierzchni morza U-Boota, który z powodu odniesionych uszkodzeń miał problemy z zanurzeniem. Obydwa niszczyciele otworzyły ogień z dział artylerii głównej, wystrzeliwując łącznie 204 pociski kal. 127 mm (lub 247 pocisków) i uzyskując cztery bezpośrednie trafienia. W efekcie ostrzału U-128 zatonął dziobem naprzód, być może po otwarciu przez jego załogę zaworów dennych. „Moffett” uratował 51 (lub 50) rozbitków wraz z dowódcą, kapitanem Hermannem Steinertem. Czterech z nich zmarło później na pokładzie niszczyciela.
Trzy miesiące później, płynące w eskorcie krążownika lekkiego „Memphis” i statku handlowego w kierunku Wyspy Wniebowstąpienia „Moffett” i „Jouett” dołączyły do pościgu za innym U-Bootem, U-604, wykrytym wcześniej i poważnie uszkodzonym przez lotnictwo. 3 sierpnia, po nawiązaniu kontaktu sonarowego, pierwszy z nich przeprowadził dwa ataki bombami głębinowymi, jednak niemiecki dowódca wymanewrował poszukujące go niszczyciele, korzystając z urządzenia zakłócającego Aphrodite. Tym niemniej uszkodzenia, zadane U-604 przez lotnictwo były na tyle poważne, że nie miał on szans dotarcia do Europy i 11 sierpnia został zatopiony przez załogę, która przeszła na inne jednostki.
Na początku 1944 roku „Moffett” przebywał w stoczni w Stanach Zjednoczonych, a po jej opuszczeniu, 26 marca dołączył do konwoju YN-87 jako okręt dowodzenia eskortą. Konwój prowadził do Wielkiej Brytanii grupę holowników, barek i okrętów desantowych przeznaczonych dla wojsk przygotowywanych do desantu w Normandii. Po zawinięciu do portów Walii i Irlandii Północnej, niszczyciel powrócił 11 maja do Nowego Jorku. W lipcu 1944 roku znów trafił do stoczni, gdzie został częściowo przezbrojony. Na przełomie lipca i sierpnia był w eskorcie konwoju UGS-48, płynącego do Bizerty. 1 sierpnia stoczył walkę z niemieckimi samolotami, kładąc zasłonę dymną i dzięki gwałtownym manewrom unikając storpedowania. 27 sierpnia powrócił do Stanów Zjednoczonych. Jego ostatnią misją eskortową była osłona konwoju do Oranu w kwietniu 1945 roku.
Po powrocie niszczyciel został skierowany na remont do stoczni w Bostonie, a 28 maja przeholowany do Charleston, gdzie miał zostać poddany kapitalnemu remontowi i przezbrojeniu. Jednak w obliczu nadchodzącego zakończenia działań wojennych prace wstrzymano w sierpniu. 2 listopada 1945 roku okręt został przeniesiony w skład Floty Rezerwowej, w której przebywał do skreślenia z listy floty 8 stycznia 1947 roku. 16 maja tegoż roku został sprzedany firmie rozbiórkowej Boston Metals Co. z Baltimore i zezłomowany.
W toku swej służby otrzymał dwa odznaczenia bojowe (Battle Stars).